# Hydrate d'ammoniac
On connaît trois hydrates d'ammoniac :
- l'hémihydrate d'ammoniac de formule (H2O)(NH3)2 ;
- le monohydrate d'ammoniac de formule (H2O)(NH3), qu'on peut aussi écrire NH4OH mais plus exactement HOH·NH3[1] ;
- le dihydrate d'ammoniac de formule (H2O)2 (NH3).

Il existe également des composés avec des proportions non stœchiométriques d'eau et d'ammoniac, et notamment un clathrate (clathrate d'ammoniac ou clathrate hydrate d'ammoniac),,.